# Nepokoje ve Velké Británii (2024)
Nepokoje a protesty vypukly na mnoha místech Velké Británie 30. července 2024 poté, co sedmnáctiletý mladík v taneční škole v Southportu zabil tři dívky a dalších deset lidí zranil. Během nepokojů bylo zadrženo více než 1100 lidí a 466 osob bylo obviněno. K potlačení nepokojů bylo nasazeno 6000 policistů.
Jde o nejhorší nepokoje v Británii od roku 2011.

## Příčiny

### Útok v Southportu
Při útoku v Southportu, který se stal 29. července 2024, byly zabity tři dívky a dalších deset lidí bylo zraněno. Útok proběhl v budově taneční školy, kde byly děti shromážděné na akci inspirované zpěvačkou Taylor Swiftovou. Pachatelem byl sedmnáctiletý Axel Rudakubana, který se narodil ve Walesu a jeho křesťanští rodiče pocházeli ze Rwandy. Jeho identita nemohla být zpočátku kvůli věku odhalena, soud později vzhledem k protestům v ulicích a k blížícím se 18. narozeninám toto nařízení zrušil. Pachatel byl 23. ledna 2025 odsouzen k doživotnímu vězení s minimálním trestem 52 let.

## Průběh

### 30. července
První nepokoje vypukly v okolí mešity v Southportu krátce po vzpomínkové akci za oběti útoku nožem. Policie uvedla, že pravděpodobně stoupenci Anglické obranné ligy (EDL) házeli cihly na mešitu, zapalovali auta a kontejnery na odpad a poničili obchod. 39 policistů bylo zraněno.

### 31. července
Nepokoje se rozšířily do dalších měst. V Londýně policie zadržela více než sto lidí, další protesty se konaly například ve městech Manchester a Hartlepool. Účastníci nepokojů byli většinou motivováni dezinformací, že pachatelem pondělního činu je žadatel o azyl.

### 3. srpna
Demonstrace se konaly například v Hullu, Liverpoolu, Bristolu, Manchesteru, Blackpoolu nebo Belfastu. Více než 80 lidí bylo zadrženo.

### 4. srpna
Demonstranti v Rotherhamu pronikli do hotelu Holiday Inn Express, kde byli ubytováváni žadatelé o azyl. Jeden policista byl zraněn. Během celého dne bylo zadrženo v různých městech kolem 150 lidí.

### 7. srpna
Od 7. srpna protirasistická shromáždění výrazně převyšovala počet krajně pravicových demonstrantů.

## Reakce
Premiér Keir Starmer násilnosti odsoudil. Kvůli násilným protestům zasedala vládní komise pro mimořádné události Cobra.
Indie, Austrálie, Indonésie, Malajsie a Nigérie varovaly své občany před cestováním do Velké Británie.